# Торе Пичентина (Салерно)
Торе Пичентина је насеље у Италији у округу Салерно, региону Кампанија.
Према процени из 2011. у насељу је живело 58 становника. Насеље се налази на надморској висини од 3 м.